# Aleiodes agilis
Aleiodes agilis (лат.) — вид паразитических наездников из семейства Braconidae (Ichneumonoidea) отряда перепончатокрылые насекомые.
Армения, Иран. Длина чёрного и буровато-жёлтого тела менее 1 см, переднего крыла — 6,6 мм. Усики состоят из примерно 50 флагелломеров.
Вид был впервые описан в 1941 году советско-украинским гименоптерологом Михаилом Абрамовичем Теленгой (1905—1966) по типовому материалу, собранному в 1914 и 1925 годах, а его валидный статус подтверждён в ходе ревизии, проведённой в 2020 году Корнелисом ван Ахтенбергом (Cornelis van Achterberg; Чжэцзянский университет, Ханчжоу, Китай), британцем Марком Шоу (Mark R. Shaw; National Museums of Scotland, Эдинбург, Великобритания) и Дональдом Куики (Donald L. J. Quicke; Chulalongkorn University, Бангкок, Таиланд). Включён в состав видовой группы Aleiodes apicalis group из подсемейства Rogadinae. Паразитируют на гусеницах бабочек из семейства Noctuidae (Lepidoptera) и окукливаются внутри их шкурки, которая, твердея, образует так называемую мумию.